# Lofty Palmovka

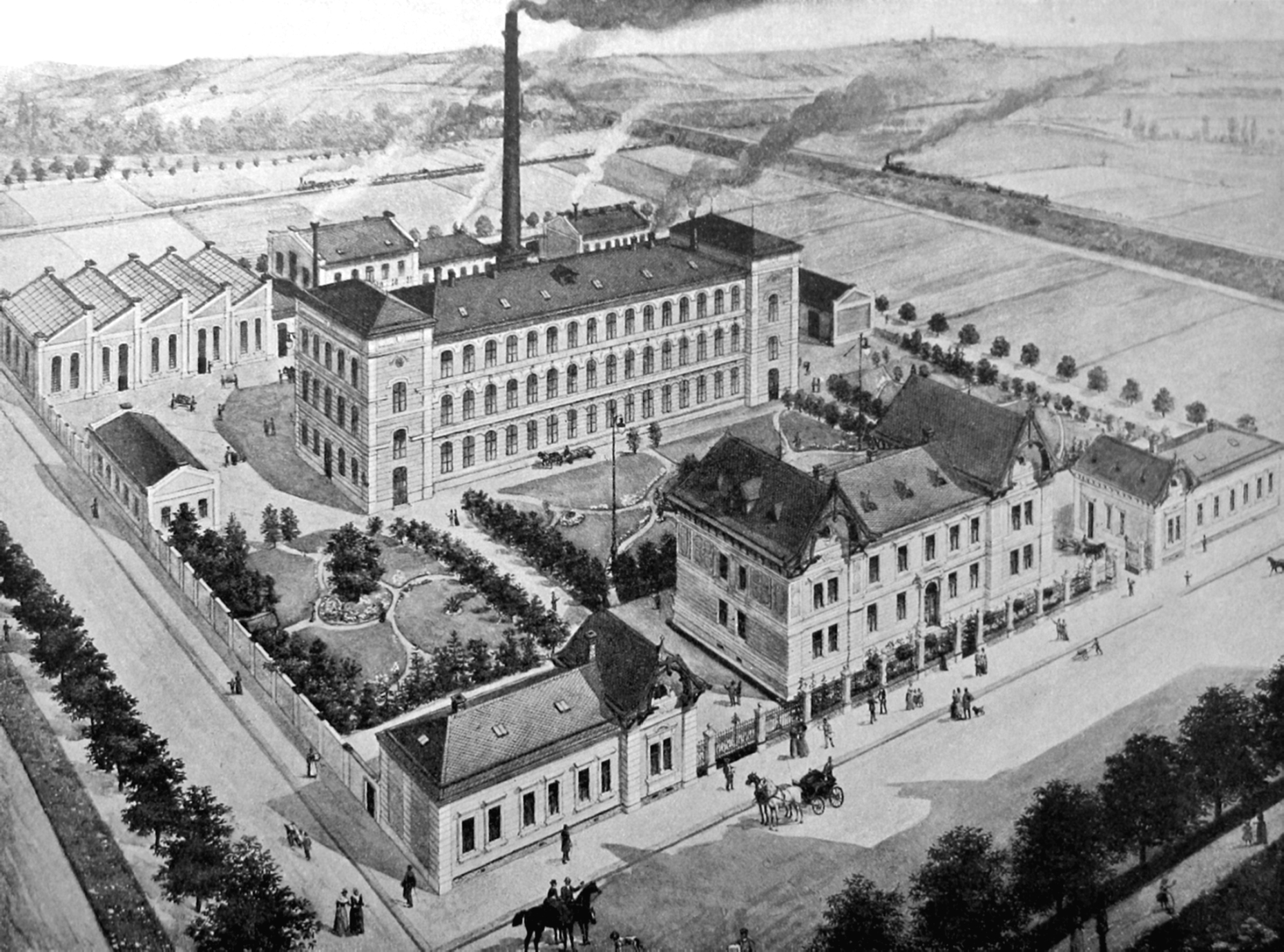
Továrna P. Ladstätter & Söhne’s, Lieben 1898.

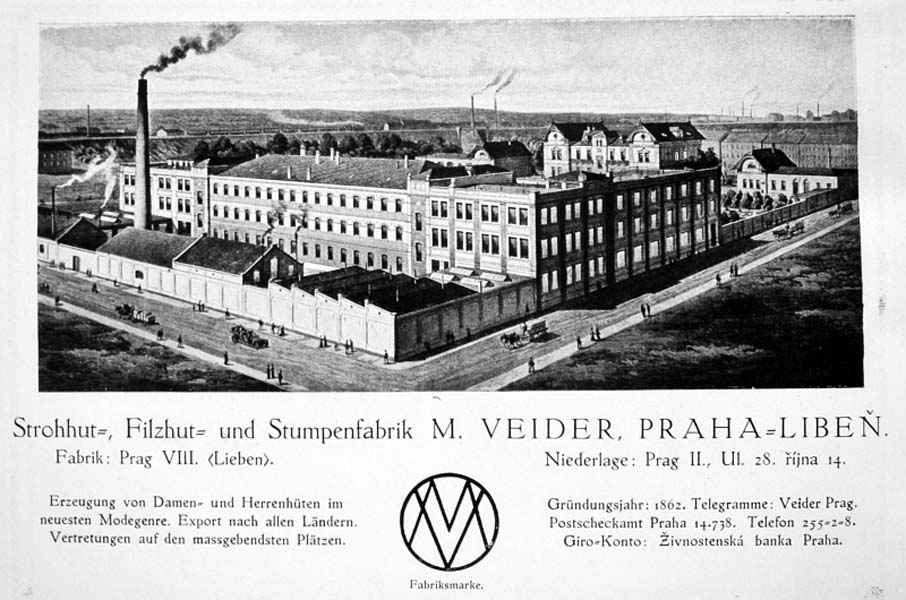
Továrna na klobouky M. Veider, Praha 1927

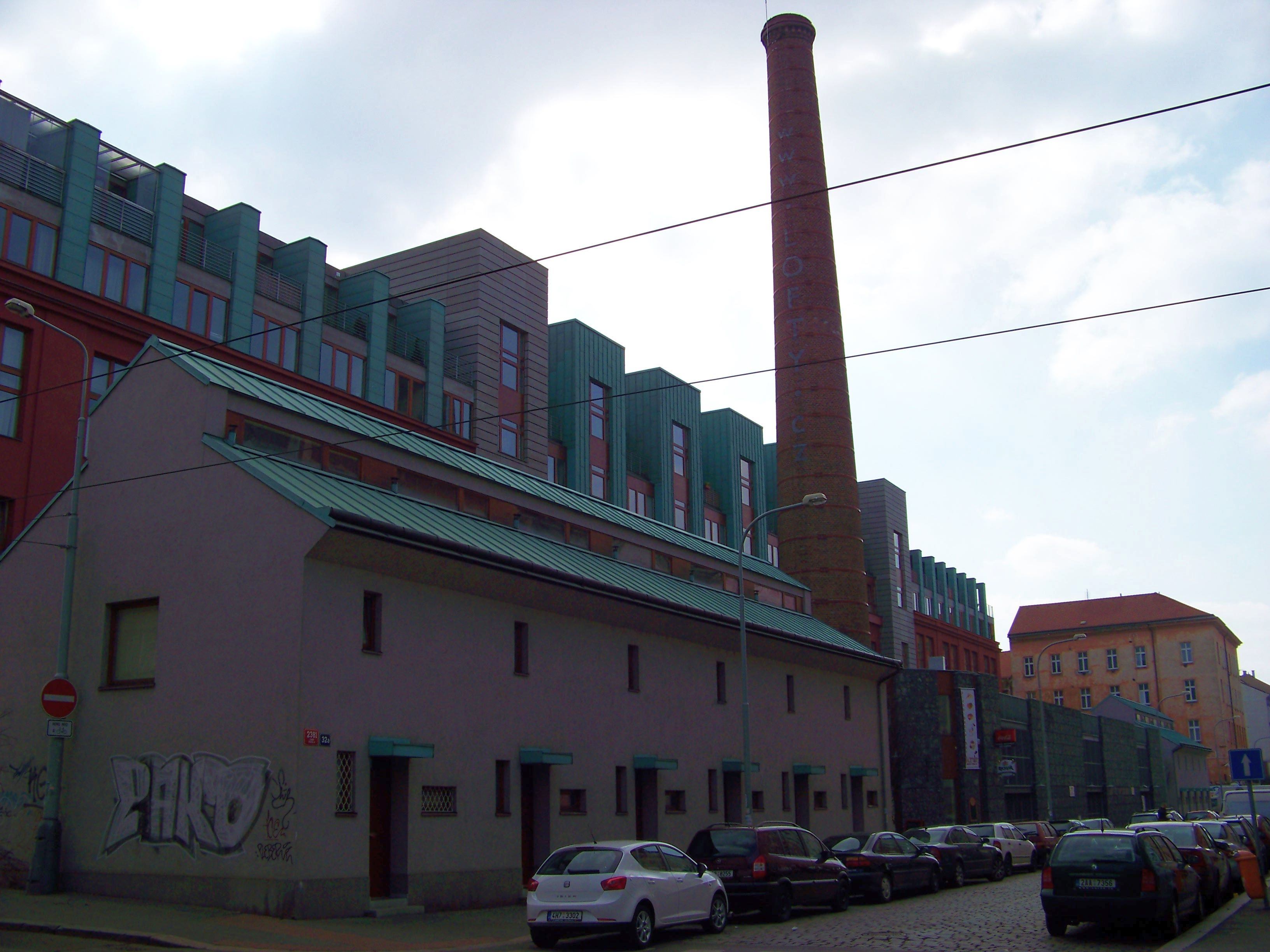
Lofty Palmovka, stav 2014

Lofty Palmovka Archivováno 6. 2. 2020 na Wayback Machine. je areál někdejší továrny, po roce 2000 proměněný na loftové bydlení, ve čtverci ulic Novákových, Vacínova, Sokolovská a U Balabenky v pražské Libni.

## Vznik továrny
První verze budovy byla továrna na klobouky, postavena v roce 1892 jako pobočka vídeňské továrny P. Ladstätter & Söhne. Zabírala celý prostor mezi dnešními ulicemi Sokolovská a Novákových.
Továrnu poté koupil Mathias Veider, společník původní firmy. Továrna nadále vyráběla především klobouky, ale přibylo pletené zboží, teď už pod značkou M. Veider.
V roce 1903 přistavěl ze stran hlavní budovy moderní železobetonové monolitické přístavby (dnes roh ulic Novákových a Vacínova a Novákových a U Balabenky). Projekt vypracoval žitavský architekt Heinrich Zieger a postavila jej vídeňská firma Wayss & Freytag. V roce 1909 dále továrnu přestavovala firma Pohl & Kutsche.
Ve 30. letech část areálu užívalo strojní truhlářství Nalos a Mansfeld, které přestavělo šedové střechy nad dílnami. Truhlářství zde vyrábělo především dřevěné skříňky rádií a reproduktorů.
V letech 1936–1938 došlo k další přestavbě, byly zbořeny některé původní doprovodní stavby a postavena trafostanice.

## Továrna za 2. světové války
Za druhé světové války zde působila firma Textilco, pletené a stávkové zboží. Adaptace stavby provedla firma Kauder & Weisskopf.
Po druhé světové válce a po celé období socialismu zde sídlil podnik Český nábytek, n. p., později Interiér. Kolem roku 1950 došlo k rozdělení budov továrny: jako továrna byly využívány jen části na současných ulicích Novákových a Vacínova s vjezdem z ulice U Balabenky. Část na Sokolovské ulici a vrchu Vacínovy ulice byla zastavěna bytovými domy, čímž byl rozbit původní jednotný a romantický ráz celého objektu. Na ulici Sokolovské byla ponechána jen původní vstupní budova, ve které v devadesátých i nultých letech sídlila pobočka Všeobecné zdravotní pojišťovny.

## Přestavba areálu do současné podoby
V roce 2003 zpracovali architekti Ing. arch. Pavel Prouza a Ing.arch. Jakub Masák (ateliér Masák & Partner) návrh na přestavbu a dostavbu již nevyužívaného areálu ze strany ulice Novákových na loftový bytový dům Lofty Palmovka Archivováno 6. 2. 2020 na Wayback Machine. s převážně malometrážními byty. Záměrem architektů bylo nahradit industriální funkci městského prostoru za dnes vhodnější bytovou. Přestavbu realizoval švýcarský developer Jean-Michel Kolly (právně šlo o několik firem) a stavěla firma Geosan Group, a.s. v letech 2004–2006. Jednalo se o první rozsáhlou regeneraci brownfieldu a ojedinělý loftový projekt v České republice, který změnil pohled na Pražskou Libeň. Neatraktivní lokalita se změnila v moderní čtvrť s velkým potenciálem rozvoje.
Objekt nebyl památkově chráněn, architekti tak měli volnější ruku v návrhu celého projektu. Původní areál zůstal zachován, byl však moderně zrekonstruovaný a budovy lokálně zvýšené až o tři patra. Celkově tak vzniklo 230 loftových bytů o rozloze 16,5 tisíc m².
Dnešní vstup do Loftů Palmovka Archivováno 6. 2. 2020 na Wayback Machine. z ulice Novákových byl vybudován na místě původního zadního traktu továrny. Původní hlavní budova z cihel (ulice Novákových) byla zbořena a namísto ní byla propojena železobetonová křídla z roku 1903. Kolem původního komína budovy byla postavena restaurace a garáže, na ulici Novákových řadové domky. Komín, původní dominanta bývalé továrny, byl využit pro odvod zplodin z garáží a restaurace. V původním zanedbaném „vnitrobloku“ továrny byl vytvořen příjemný park, v němž byly zachovány stromy, z nichž některé vysázel ještě první stavitel v roce 1892. Přestavěná budova dostala výraznou karmínovou fasádu, zelené nadstavby, šedé přístavby, dřevěná eurookna a celkově byl velmi důsledně potlačen původní industriální charakter stavby na úkor lepší využitelnosti, zateplení a také vyšší vizuální atraktivity.
„Továrna se jaksi ztratila v překladu. Ani v jejím životě po životě nelze zapomenout na přirozenou důstojnost továrny. Romantik milující industriální stavby se na Palmovce nemůže zbavit pocitu zhanobení mrtvoly,“ uvádí o poslední přestavbě Ludmila Burianová v časopisu Stavba č. 4/2006.
Dnešní vstup do Loftů byl vlastně zadním traktem, hlavní vstup byl z menší budovy ze Sokolovské. Boční, betonová křídla ještě nestála. Hlavní budova z cihel na obrázku byla zbořena při rekonstrukci v roce 2004. Kolem byla jen pole.
Stavba Lofty Palmovka Archivováno 6. 2. 2020 na Wayback Machine. společnosti Immo Group a z autorského ateliéru Masák & Partner se v soutěži architekt roku umístila v roce 2008 na druhém místě. O deset let později postavil ateliér Masák & Partner ve stejné lokalitě bytový dům se 180 loftovými byty s názvem X Loft.

## Historická dopravní situace
Obrázek z inzerátu datovaný rokem 1898 zachycuje zajímavou dopravní situaci v okolí popisované stavby. V popředí obrázku, po dnešní Sokolovské ulici (tehdy Královské třídě), jezdila od roku 1896 elektrická tramvaj Křižíkovy elektrické dráhy. Zprava doleva, spodem, jede dnešní ulicí Na Žertvách (tehdy Smetanova) vlak po trati Rakouské severozápadní dráhy. Míří z nádraží Vysočany do nádraží Dolní Libeň, které se nacházelo západně od dnešní stanice metra Palmovka. Staniční budova libeňského dolního nádraží ostatně zůstala zachována. Tato trať, která pokračovala až do nádraží Těšnov, definitivně zanikla roku 1972. Jedním z pozůstatků této trati jsou opěrné pilíře viaduktu přes Rokytku poblíž Kolčavky. Vlak, který horem po vysokém náspu míří z pravého dolního do pravého horního rohu, jede na nádraží Vysočany. Mohl vyjet například z dnešního Masarykova nádraží. Tato jednokolejná trať byla nahrazena několika tratěmi: Holešovickou přeložkou, která vede na nádraží Holešovice, tratí, spojující tzv. Nové spojení a nádraží Vysočany a spojkou dnešního nádraží Libeň a nádraží Vysočany. Tratě se potkávají celkem sedmi kolejemi právě v místě, na němž je v obrázku přímá, jednokolejná trať.